# Marko Pavček
Marko Pavček, slovenski pesnik, * 21. marec 1958, Ljubljana, † 11. september 1979, Seča.

## Življenjepis
Marko Pavček je bil sin pesnika Toneta Pavčka in brat igralke Saše Pavček. Študiral je primerjalno književnost in slovenščino na Filozofski fakulteti ter dramaturgijo na Akademiji za gledališče, radio, film in telivizijo. Naposled je storil samomor.

## Dela
Napisal je eno in edino pesniško zbirko z naslovom Z vsako pesmijo me je manj, ki je bila izdana posmrtno leta 1981. Zbirka je primerna za mlade in odrasle bralce, predstavlja pa izbor zapuščine pesnika. Na začetku svoje ustvarjalne poti je zarisal značilne poteze svoje podobe, ki je bila razpeta med mladostno neugnanost in spoznanje teže življenja, med hvalnico in tožbo, med ljubezen in smrt. Mlada poezija vstopa v sodobno slovensko literaturo. V njej predstavlja tenkočuten in nezamenljiv glas, ki je zorel v samosvojo govorico in se povzpel v tragični vrh življenja in poezije.